# Xanthorhoe angularia
Xanthorhoe angularia là một loài bướm đêm trong họ Geometridae.